# Gongtang
Gongtang (kinesiska: 公塘, 公塘乡, 当曲卡) är en socken i Kina. Den ligger i den autonoma regionen Tibet, i den sydvästra delen av landet, omkring 93 kilometer norr om regionhuvudstaden Lhasa. Antalet invånare är 5 898. Befolkningen består av 2 958 kvinnor och 2 940 män. Barn under 15 år utgör 30 %, vuxna 15-64 år 62 %, och äldre över 65 år 6,0 %.
Genomsnittlig årsnederbörd är 794 millimeter. Den regnigaste månaden är juli, med i genomsnitt 243 mm nederbörd, och den torraste är november, med 1 mm nederbörd.